# گورستان سینی
گورستان سینی مربوط به دوره صفوی است و در شهرستان خانمیرزا و روستای سینی واقع شده است. این اثر در تاریخ ۸ مرداد ۱۳۸۱ با شمارهٔ ثبت ۵۹۸۰ به‌عنوان یکی از آثار ملی ایران به ثبت رسیده است.